# Stenolophus agonoides
Stenolophus agonoides es una especie de escarabajo de tierra del género Stenolophus, tribu Harpalini, subfamilia Harpalinae. Fue descrita científicamente por Bates en 1883.
La especie se mantiene activa durante todos los meses del año.

## Distribución
Se distribuye por Japón, Estados Unidos y Tailandia.